# ماري دوني ستيوارت
ماري دوني ستيوارت (بالإنجليزية: Mary Downie Stewart)‏ هي عاملة اجتماعية نيوزيلندية، ولدت في 1876، وتوفيت في 1957.